# Hvězda (Krkonoše)
Hvězda (959 m) je hora ve Vilémovské hornatině, nejzápadnější části Krkonoš. Nachází se v okrese Jablonec nad Nisou, zhruba 4 km východně od Tanvaldu, na katastru Příchovic, místní části obce Kořenov. Překrývají se zde Chráněná krajinná oblast Jizerské hory a Krkonošský národní park. Na vrcholu je vybudována 24 metrů vysoká kamenná rozhledna Štěpánka z roku 1892.

## Název
Před rokem 1847 se vrcholu říkalo Buchstein, Buchsteiner Berg nebo Pocherstein, česky Hvězda. Po té byl přejmenován na počest arcivévody Štěpána na Stephanshöhe, Štěpánova výšina. Po první světové válce se vrátil název Hvězda.
Na mapě Krkonoš z roku 1948 je uveden název Buková hora.